# Elena Taloș
Elena Taloș (née Elena Andreea Panțuroiu le 24 février 1995 à Câmpulung) est une athlète roumaine, spécialiste du triple saut.

## Carrière
Elle remporte le titre de Championnats d'Europe espoirs en 2017 à Bydgoszcz avec un saut à 14,29 m, deux ans après sa médaille d'argent à Tallinn en 2015.
Le 3 mars 2018, en finale des championnats du monde en salle de Birmingham, Elena Panturoiu échoue au pied du podium avec 14,33 m, record personnel égalé. Elle est battue pour le podium par la tenante du titre Yulimar Rojas (14,63 m), la Jamaïcaine Kimberly Williams (14,48 m) et l'Espagnole Ana Peleteiro (14,40 m). Le 19 juin, elle s'impose au Meeting de Montreuil en portant son record personnel extérieur à 14,47 m (+ 1,4 m/s).

## Palmarès
| Date | Compétition                       | Lieu       | Résultat | Marque  |
| ---- | --------------------------------- | ---------- | -------- | ------- |
| 2013 | Championnats d'Europe juniors     | Rieti      | 2e       | 13,36 m |
| 2014 | Championnats du monde juniors     | Eugene     | 5e       | 13,73 m |
| 2015 | Championnats d'Europe espoirs     | Tallinn    | 2e       | 14,13 m |
| 2015 | Championnats des Balkans          | Pitești    | 3e       | 13,62 m |
| 2016 | Championnats du monde en salle    | Portland   | 5e       | 14,11 m |
| 2016 | Championnats des Balkans          | Pitesti    | 1re      | 14,33 m |
| 2017 | Championnats des Balkans en salle | Belgrade   | 2e       | 13,94 m |
| 2017 | Championnats d'Europe par équipes | Vaasa      | 3e       | 13,80 m |
| 2017 | Championnats d'Europe espoirs     | Bydgoszcz  | 1re      | 14,27 m |
| 2018 | Championnats des Balkans en salle | Istanbul   | 2e       | 13,63 m |
| 2018 | Championnats du monde en salle    | Birmingham | 4e       | 14,33 m |
| 2018 | Championnats d'Europe             | Berlin     | 4e       | 14,38 m |
| 2019 | Championnats d'Europe par équipes | Sandnes    | 2e       | 14,24 m |
| 2019 | Championnats des Balkans          | Pravetz    | 3e       | 13,81 m |
| 2019 | Championnats du monde             | Doha       | 11e      | 14,08 m |
| 2024 | Jeux olympiques                   | Paris      | 10e      | 14,03 m |

## Records
| Épreuve     | Épreuve   | Marque  | Lieu                | Date                       |
| ----------- | --------- | ------- | ------------------- | -------------------------- |
| Triple saut | Plein air | 14,47 m | Montreuil           | 19 juin 2018               |
| Triple saut | En salle  | 14,33 m | Bucarest Birmingham | 4 février 2017 3 mars 2018 |